# Luci Apuleu Saturní (propretor)
Luci Apuleu Saturní (llatí: Lucius Appuleius Saturninus) va ser governador romà (propretor) de Macedònia l'any 58 aC. Era nadiu d'Atina i fou el primer nadiu d'aquesta prefectura que va obtenir una magistratura curul.
Durant el seu govern Ciceró va visitar la província i el propretor, que era el seu amic, no va gosar a mostrar cap marca d'honor al visitant llavors caigut en desgràcia; en canvi el seu qüestor Planci va abraçar obertament la causa de Ciceró.